# Santovenia de la Valdoncina
Santovenia de la Valdoncina est une commune d'Espagne dans la province de León, communauté autonome de Castille-et-León. Elle s'étend sur 30,37 km2 et comptait environ 2 006 habitants en 2015.